# Ptilocichla
Genre
Ptilocichla est un genre de passereaux de la famille des Pellorneidae. Il se trouve à l'état naturel  dans les îles de Bornéo et des Philippines,.

## Liste des espèces
Selon la classification de référence du Congrès ornithologique international (version 8.1, 2018) :
- Ptilocichla falcata Sharpe, 1877 — Turdinule de Palawan, Timalie de Palawan
- Ptilocichla leucogrammica (Bonaparte, 1850) — Turdinule de Bornéo, Timalie à ventre perlé
- Ptilocichla mindanensis (Blasius, W, 1890) — Turdinule des Philippines, Timalie des Philippines
  - Ptilocichla mindanensis basilanica Steere, 1890
  - Ptilocichla mindanensis fortichi Rand & Rabor, 1957
  - Ptilocichla mindanensis mindanensis (Blasius, W, 1890)
  - Ptilocichla mindanensis minuta Bourns & Worcester, 1894